# Perry Mason: L'arte di morire
Perry Mason: L'arte di morire (Perry Mason: The Case of the Fatal Framing) è un film per la televisione del 1992, diretto dal regista Christian I. Nyby II.

## Trama
Cinque anni prima, il pittore Truman York, in sella a una motocicletta con una donna, ha un incidente: entrambi vengono dichiarati morti e il corpo di York non viene ritrovato. I quadri del pittore acquistano così valore. Anni dopo, Truman York torna in città, richiamato dalla voce secondo cui vi sono dei falsi tra le tele vendute in una galleria d'arte. Subito riconosciuto da Damien Blakely, un artista emergente, Truman York torna in albergo dopo aver contattato la moglie, con la quale vuole tornare in Messico (luogo dove era stato nascosto in questi anni). All'albergo arriva Joel McKervey, fotografo, il marito della donna morta nell'incidente di cinque anni prima, e minaccia York con una pistola. Il pittore chiama la moglie per cercare un rifugio sicuro per la notte, per poi ripartire il mattino dopo alla volta del Messico. Nella notte però qualcuno si introduce nello studio e Truman York muore, stavolta per davvero. Dell'omicidio viene incolpato Joel il quale chiede aiuto al suo compagno di liceo Ken Malansky. Perry Mason accetta il caso e inizia ad indagare. Appare chiaro subito che il fatto dell'assassinio è collegato al giro di falsi.
I sospettati iniziali sono Winston Hope (un miliardario appassionato di sport estremi, che colleziona le opere di York e col suo ritorno rischiava di veder crollare il valore del suo investimento), Lizanne York (moglie della vittima, abbandonata da lui per anni, nonché tradita con diverse scappatelle inclusa la moglie di Joel all'epoca allieva di York), Philip Graff (l'agente di Truman York; sapeva che era sopravvissuto, e riceveva di tanto in tanto nuovi lavori di York che spacciava per vecchie tele rimaste ignote; era l'unica persona con cui York si era confidato al suo ritorno), Renee Nurian (gallerista dove è esposto un falso York che il pittore riconosce come falso e distrugge) e Damien Blakely (che ha avvisato in forma anonima Joel McKervey della ricomparsa di York; Blakely è un pittore poco quotato, e potrebbe aver imitato lo stile di York per produrre falsi e guadagnare).
Joel McKervey rivela che all'università aveva sentito parlare di Truman York in un corso tenuto da un professore, che ha intervistato decine di pittori contemporanei compreso York; Mason gli fa contattare il professore per avere più informazioni. Inizialmente i sospetti convergono su Blakely, che ha in segreto una relazione con Lizanne York, ma questi sembra fiducioso anche dopo essere stato messo all'angolo da Perry durante il controinterrogatorio; e Graff, agente ma anche esperto del lavoro di Truman York, sostiene in privato che Blakely non avesse le capacità per imitare alla perfezione lo stile del pittore ucciso. La sera stessa Blakely muore e la polizia trova un biglietto da suicida in cui confessa l'omicidio, ma Perry non crede a questa versione.
In tribunale, Perry Mason chiama l'ex professore di Joel a testimoniare; il docente spiega che le sue interviste sono passate al computer, di modo che gli studenti possono entro certi limiti "porre domande" alla registrazione su argomenti specifici; partendo da questo, Mason ottiene dal giudice il permesso di "interrogare" il morto, e fa ammettere a York che ha una regola: non riprodurre mai lo stesso soggetto due volte! Dopodiché fa mostrare due dipinti praticamente uguali, uno di proprietà di Winston Hope e l'altro di Lizanne York; Philip Graf è chiamato a distinguere qual è autentico, e indica per vero quello di Hope; Mason può così dimostrare che Lizanne York era riuscita, stando vicino al marito, a copiare alla perfezione il suo stile tanto da ingannare quasi tutti; la sua relazione con Damien Blakely le permetteva di consegnargli i falsi che Blakely spacciava per suoi; ma il ritorno del marito minacciava di rovinare la sua stabilità, finanziaria ed emotiva.